# Liste von Wiki-Software
Eine Übersicht von Wiki-Software.
| Name                               | Beschreibung | Lizenz   | Linux | Mac | Windows | Programmiersprache | verwendete Auszeichnungssprache                                                                                    |
| ---------------------------------- | --- | -------- | ----- | --- | ------- | ------------------ | --- |
| CuteWiki                           | ist ein einfaches Wiki für Linux. Die Engine beinhaltet einen eigenen Webserver, einige der Features sind die Benutzerverwaltung, die Verwendung von Kategorien, Gruppen und RSS-Web-Feeds. | GPL      | ja    | —   | —       | ISO-C              | — |
| FlexWiki                           | war eine freie Wiki-Software von Microsoft; die Entwicklung wurde 2009 eingestellt. | —        | —     | —   | —       | ASP/ASP.NET        | — |
| NWiki                              | | —        | —     | —   | —       | ASP/ASP.NET        | — |
| OpenWiki                           | | —        | —     | —   | —       | ASP/ASP.NET        | — |
| Wiki.NET                           | | —        | —     | —   | —       | ASP/ASP.NET        | — |
| Gitit                              | benutzt unter anderem Git oder Darcs zur Versionsverwaltung. Unterstützt die offline-Bearbeitung des Wikis. Zur Übersetzung der Markup-Sprache kommt Pandoc zum Einsatz. | —        | —     | —   | —       | Haskell            | — |
| Confluence                         | ist eine kommerzielle Java-EE-Applikation, die Wiki- und Blog-Funktionalitäten kombiniert. Seine Features schließen PDF-Seiten-Export und Seiten-Refactoring ein. Es konnte auf jedem beliebigen Applikationsserver und den am weitesten verbreiteten RDBMS-Backends verwendet werden. Aktuell wird der Servlet-Container Apache Tomcat ab Version 6 unterstützt.                                        | —        | —     | —   | —       | Java               | — |
| Friki                              | ist eine einfache Java-Servlet-basierte Wiki-Engine, die die Artikel als Dateien speichert. | —        | —     | —   | —       | Java               | — |
| GWiki                              | ist eine einbettbare Wiki-Engine für Web-Applikationen mit Apache-Wicket Support. GWiki ist unter der Apache-Lizenz frei verfügbar. | —        | —     | —   | —       | Java               | — |
| JSPWiki                            | beruht auf JavaServer Pages und ist unter der Apache-Lizenz verfügbar. | Apache   | ja    | ja  | ja      | Java               | JSPWiki-Markup (https://jspwiki-wiki.apache.org/Wiki.jsp?page=TextFormattingRules), Markdown                       |
| JAMWiki                            | basiert auf Java/JSP und versucht die Funktionalität von MediaWiki abzubilden. Mit Stand November 2019 ist die aktuellste Softwareversion aus dem Jahr 2013. | —        | —     | —   | —       | Java               | — |
| JaWiki                             | ist ein Java-Wiki, welches im Tomcat als Servlet betrieben wird und mit einer dateibasierten XML-Datenbank auskommt. Es gibt auch eine Erweiterung für den eigenständigen Betrieb ohne Tomcat. Es wird als Open-Source-Software bei SourceForge gehostet. | —        | —     | —   | —       | Java               | — |
| JWiki                              | ist ein reines Java-Wiki. Es ist sehr einfach und beruht nicht auf Servlets. Die Absicht ist es, ein Wiki zu haben, das einfach aufzusetzen und zu betreiben ist. Geschrieben von Richard Keene und jetzt unterstützt von Joseph Bergin von der Pace University. | —        | —     | —   | —       | Java               | — |
| Paux                               | ist eine Software zur Erstellung, Verwaltung und individualisierten Bereitstellung von dynamischem Inhalt, der aus wiederverwendbaren, semantischen Inhalts-Objekten (semantic content objects) besteht, die semantisch verknüpft sind (semantische Links). | —        | —     | —   | —       | Java               | — |
| smasi App                          | ist eine native App (Android, iOS, MacOS und Windows) für das Erstellen einer lokalen Wissensdatenbank resp. eines persönlichen Wiki | —        | —     | ja  | ja      | Flutter            | — |
| SnipSnap                           | ist ein Java-basiertes Package, das Wiki- und Blog-Konzepte kombiniert. Es beinhaltet Jetty als Webserver, es kann aber problemlos eine WAR-Datei für die Benutzung anderer Servlet-Engines erstellt werden. Es ist unter der GNU General Public License verfügbar. SnipSnap wurde vom Fraunhofer-Institut für Rechnerarchitektur und Softwaretechnik in Berlin entwickelt, die Entwicklung ist beendet. | —        | —     | —   | —       | Java               | — |
| UseModj                            | ist ein webbasiertes Java-Wiki, das Struts, ein Velocity-MVC-Framework und ein einfaches Dateisystem verwendet. Es wird als WAR-Datei ausgeliefert, unterstützt das Anhängen und Ändern von Dateien und Bildern und fertigt automatisch ein Thumbnail jeder angehängten Bilddatei. | —        | —     | —   | —       | Java               | — |
| VQWiki                             | ist ein WikiWiki-Web-Clone, geschrieben unter Verwendung von JavaServer Pages und Servlets und entworfen, um mit geringstem Aufwand auf Jakarta Tomcat oder einigen anderen Java-Applikations-Servern installiert und betrieben zu werden. | —        | —     | —   | —       | Java               | — |
| Wikidora                           | ist ein auf JSPWiki und dem Dokumentenserver Fedora Repository basierendes Java-Wiki, das Wissenschaftlern ermöglicht die über das Wiki erarbeiteten Inhalte persistent abzulegen. Es ist unter der Apache-Lizenz verfügbar. | —        | —     | —   | —       | Java               | — |
| XWiki                              | ist eine Java-Wiki-Engine mit einem kompletten Wiki-Feature-Set (Versionskontrolle, Anhänge usw.) und eine Datenbank-Engine mit Unterstützung für MySQL und PostgreSQL sowie eine Programmiersprache, die es erlaubt, datenbankabhängige Applikationen mittels eines Wiki-Interfaces zu erstellen. | LGPL 2.1 | —     | —   | —       | Java               | — |
| yawiki                             | yet another wiki – Ein in Java geschriebenes Wiki-System, das neben den Standardfunktionen viele weitere Features aufweist. | —        | —     | —   | —       | Java               | — |
| Wiki in a Jar                      | ist ein Wiki, welches, wie der Name bereits sagt, aus einem JAR file besteht, welches bequem auf einen USB-Stick passt. Webserver integriert. | —        | —     | —   | —       | Java               | — |
| More Wiki in a Jar                 | ist eine Weiterentwicklung von Wiki in a Jar und bietet laut Hersteller vor allem mehr Formatierungsmöglichkeiten für Wiki-Seiten als das Original. | —        | —     | —   | —       | Java               | — |
| Pages                              | ist ein einfaches, ausschließlich auf CouchDB basierendes Wiki. Pages wird wie alle Couchapp-Applikationen nur in client- und serverseitigem JavaScript geschrieben und mit CouchDB als Webserver gehostet. | —        | —     | —   | —       | JavaScript         | — |
| TiddlyWiki                         | ist ein HTML/JavaScript-basiertes Wiki, das innerhalb einer einzelnen HTML-Datei realisiert ist. Es läuft vollständig in einem JavaScript-fähigen Browser ab und benötigt daher keinen Server. | BSD      | —     | —   | —       | JavaScript         | — |
| Wiki on a Stick                    | (WoaS) ist ein Wiki, das nach dem gleichen Prinzip wie TiddlyWiki arbeitet. | —        | —     | —   | —       | JavaScript         | — |
| Wiki.js                            | In JavaScript geschrieben (Node.js), kann mit verschiedenen Datenbanken verwendet werden. Die Einträge werden in Markdown, HTML oder einem WYSIWYG-Editor verfasst und können mit Git versioniert gespeichert werden. | AGPLv3   | ja    | ja  | ja      | JavaScript         | Markdown |
| CVWiki                             | ist ein Klon von Ward’s Original Wiki Engine | —        | —     | —   | —       | Perl               | — |
| Foswiki                            | ist ein Fork von TWiki, in dem die TWiki-Community seit Oktober 2008 weiter arbeitet. | —        | —     | —   | —       | Perl               | — |
| Kwiki                              | ist ein einfaches, modulares und gut zu erweiterndes Wiki. | —        | —     | —   | —       | Perl               | — |
| Lexi                               | ist eine Mischung zwischen einem Wiki und einem Lexikon. | —        | —     | —   | —       | Perl               | — |
| Catalyst                           | basiert auf dem Catalyst-Framework. Es soll die Fähigkeiten von Catalyst demonstrieren und wird selbst von dem Projekt verwendet. | —        | —     | —   | —       | Perl               | — |
| Oddmuse                            | ist ein Fork des UseModWiki | GPL      | ja    | ja  | ja      | Perl               | Je nach Erweiterung (UseMod, Wiki Creole, Markdown, uvm.)                                                          |
| ProWiki                            | ist ebenfalls ein Fork des UseModWiki und hat vor allem eine sehr einfache Funktion zur Erzeugung fraktaler Subwikis implementiert. | —        | —     | —   | —       | Perl               | — |
| PurpleWiki                         | ist eine gründliche Überarbeitung des UseModWiki und bietet Purple Numbers und Transklusion. | —        | —     | —   | —       | Perl               | — |
| Socialtext                         | ist ein Enterprise Wiki und Weblog basierend auf Kwiki. | —        | —     | —   | —       | Perl               | — |
| TWiki                              | ist eine JOS-Wiki-Entwicklung für kommerzielle Intranets. Es bietet eine gute Benutzerverwaltung. Es benötigt keine Datenbank. | —        | —     | —   | —       | Perl               | — |
| UseModWiki                         | ist eine Neuimplementierung bzw. ein Klone von Ward Cunninghams ursprünglichem Wiki-Konzept. | —        | —     | —   | —       | Perl               | — |
| Wala                               | ist eine einfache Wiki-Engine, die besonders auf die Nutzung als Diskussionsforum ausgerichtet ist. | —        | —     | —   | —       | Perl               | — |
| Ward’s Original Wiki Engine (1995) | | —        | —     | —   | —       | Perl               | — |
| WikiBase                           | | —        | —     | —   | —       | Perl               | — |
| BlueSpice MediaWiki                | erweitert MediaWiki um Business-Funktionen vor allem in den Bereichen Qualitätssicherung, Prozessunterstützung, Administration, Edition und Sicherheit. Es ist ein freies Open-Source-Firmenwiki (GPLv3) | GPL      | ja    | ja  | ja      | PHP                | MediaWiki-Markup                                                                                                   |
| CoMaWiki                           | wurde von Costal Martignier entwickelt und bietet eine Organisation der Seiten mit Hilfe von Tags – wurde im Februar 2007 eingestellt. | —        | —     | —   | —       | PHP                | — |
| DokuWiki                           | war ursprünglich auf Dokumentationen ausgerichtet, wird heute aber für eine Vielzahl von Anwendungen eingesetzt; ermöglicht Zugriffssteuerung und benötigt kein DB-Backend. | GPLv2    | ja    | ja  | ja      | PHP                | DokuWiki-Markup (https://www.dokuwiki.org/wiki:syntax)                                                             |
| Drupal Wiki                        | ist ein Enterprise 2.0 Wiki, das speziell für den Einsatz in Unternehmen entwickelt worden ist. Besonderer Fokus des Wikis liegt dabei auf einer intuitiven Bedienung und dem Erstellen eigener Unternehmens-Anwendungen. | —        | —     | —   | —       | PHP                | — |
| ErfanWiki                          | ist ein einfaches Wiki mit stark an MediaWiki angelehnter Syntax. | —        | —     | —   | —       | PHP                | — |
| ErfurtWiki                         | ist ein einfaches, extrem flexibles Wiki, welches direkt in andere Websites integriert werden kann. | —        | —     | —   | —       | PHP                | — |
| INS-CMS                            | ist eine kommerzielle Anwendung, die auf einem PHP-Applikationsserver basiert und im Rahmen eines Content-Management-System die Wiki- und Blog-Funktionalitäten kombiniert. | —        | —     | —   | —       | PHP                | — |
| EGroupware                         | ist unter der GPL lizenziert, enthält auch ein CMS, Aufgabenverwaltung, Kalender, Projektverwaltung | —        | —     | —   | —       | PHP                | — |
| MediaWiki                          | ist eine unter der GPL lizenzierte, Wiki-Engine, die für die freie Enzyklopädie Wikipedia entwickelt wurde. Zum Speichern der Inhalte nutzt MediaWiki die relationale Datenbank MySQL, Support für PostgreSQL ist ab Version 1.8 enthalten. | GPL      | ja    | ja  | ja      | PHP                | MediaWiki-Markup (bisher noch nicht vollständig formal spezifiziert, aber gut dokumentiert)                        |
| MindTouch                          | (vormals DekiWiki) ist ein kommerzielles Open-Source-Wiki mit starkem Fokus auf Benutzerfreundlichkeit. | —        | —     | —   | —       | PHP                | — |
| moziloWiki                         | ist ein simples Wiki für geschlossene Benutzergruppen, das ohne Datenbank auskommt. Die Entwicklung von moziloWiki wurde bis auf Weiteres eingestellt (1. August 2010). | —        | —     | —   | —       | PHP                | — |
| PhpWiki                            | ist ein Klon des originalen Wiki Wiki Web. | —        | —     | —   | —       | PHP                | — |
| PmWiki                             | wurde als besonders einfach zu installierendes und konfigurierendes Web-Content-Management-System entwickelt. | —        | —     | —   | —       | PHP                | — |
| Semantic MediaWiki                 | ist eine unter der GPL lizenzierte Erweiterung zur MediaWiki, die zur Verwaltung strukturierter Daten im Wiki dient. Zahlreiche Erweiterungen rund um Semantic MediaWiki ermöglichen unter anderem Eingabeformulare, verschiedene Ausgabe- und Anzeigeformate und facettierte Suche. | GPL      | ja    | ja  | ja      | PHP                | MediaWiki-Markup, erweitert um die semantische Auszeichnung von Relationen (z. B. [[Hat Einwohnerzahl::3393933]]). |
| StikiWiki                          | ist der Name eines oder mehrerer Wiki-Projekte seit dem Jahr ca. 2003 mit derzeit (2011) unklarem Status. | —        | —     | —   | —       | PHP                | — |
| SMW+                               | ist ein semantisches Enterprise Wiki, das Daten und Text kombiniert und somit besonders gut für betriebliche Anwendungen geeignet ist. Die Weiterentwicklung wurde 2012 eingestellt. | —        | —     | —   | —       | PHP                | — |
| telepark.wiki                      | nutzt die Ajax-Technik und besitzt ein hierarchisches Navigationssystem und einen visuellen Editor. | —        | —     | —   | —       | PHP                | — |
| Tiki, früher TikiWiki              | steht unter einer freien Lizenz (GPL). Es ist ein Content-Management-System, das neben einem Wiki noch weitere eigenständige Anwendungen wie Forum und Blog integriert. | —        | —     | —   | —       | PHP                | — |
| WackoWiki                          | ist ein Fork von Wakka, mit vielen neuen Funktionen und mehrsprachiger Benutzeroberfläche. | BSD      | ja    | ja  | ja      | PHP                | WackoFormatter-Markup                                                                                              |
| WikkaWiki                          | ebenso wie WackoWiki ein Fork von Wakka. Besonderheiten sind unter anderem die native Einbindung von FreeMind-Mindmaps und RSS-Web-Feeds sowie die leichte Erweiterbarkeit. | —        | —     | —   | —       | PHP                | — |
| MoinMoin Wiki                      | braucht kein DB-Backend. | GPL      | ja    | ja  | ja      | Python             | — |
| Trac                               | ist eine web-basierte Kollaborationssoftware für das Management von Softwareprojekten mit Wiki-Komponente und besitzt u. a. eine Subversion Integration, ein Ticketing-System und diverse Reporting-Funktionen. | —        | —     | —   | —       | Python             | — |
| WikidPad                           | ist ein Open-Source-Personal-Wiki. | —        | —     | —   | —       | Python             | — |
| Wikkid Wiki                        | speichert seine Seiten in einem Bazaar-Branch. | —        | —     | —   | —       | Python             | — |
| Zwiki                              | basiert auf dem Zope Webanwendungs-Server. | —        | —     | —   | —       | Python             | — |
| Zim                                | ist ein Desktop-Wiki, das vor allem für den lokalen Gebrauch geeignet ist und einfach über Clouddienste wie Dropbox synchronisiert werden kann. | —        | —     | —   | —       | Python             | — |
| Hiki                               | kommt aus Japan | —        | —     | —   | —       | Ruby               | — |
| Git-Wiki                           | basiert wie der Name schon suggeriert auf Git als DVCS und versteht u. a. LaTeX. | —        | —     | —   | —       | Ruby               | — |
| Instiki                            | ist ein in Ruby geschriebenes Wiki. | —        | —     | —   | —       | Ruby               | — |
| OpenProject                        | ist eine webbasierte Projektmanagement-Plattform entwickelt in Ruby on Rails mit integrierter Wiki-Funktionalität. | —        | —     | —   | —       | Ruby               | — |
| Pimki                              | ist ein auf Instikis Technik basierender PIM (Personal Information Manager). | —        | —     | —   | —       | Ruby               | — |
| Redmine                            | ist ein webbasiertes Projektmanagement-Tool auf der Basis von Ruby on Rails mit integrierter Wiki-Funktionalität. | GPLv2    | ja    | ja  | ja      | Ruby               | Textile |
| Riki                               | ist ein Wiki als Rails-Engine implementiert. Dies erleichtert es, es in existierende Rails Anwendungen einzufügen. Mit seinen umfangreichen Authentifikationsmethoden ist es für Projekte in Intranets besonders geeignet. | —        | —     | —   | —       | Ruby               | — |
| Ruwiki                             | | —        | —     | —   | —       | Ruby               | — |
| Signal Wiki                        | orientiert sich stark an Rails-Standards, unterstützt OpenID. | —        | —     | —   | —       | Ruby               | — |
| SharePoint                         | Wiki-Funktionalität ist ein integraler Bestandteil von SharePoint. Ab Version 2010 sind Wiki-Sites der Standard-Websitetyp in SharePoint. Auch Seitentypen wie Kollaborations-Seiten liegt der Wiki-Seitentyp als Elterntyp zugrunde. | —        | —     | —   | —       | SharePoint         | — |
| Pier (Software)                    | ist ein von Lukas Renglii entwickeltes Wiki auf Basis von Seaside (Software). | —        | —     | —   | —       | Smalltalk          | — |
| Wikit                              | braucht kein DB-Backend, ist plattformübergreifend und benötigt im Minimum nur ein einziges Skript. Ein einfacher Webserver ist integriert, das Skript kann aber auch als CGI-Skript in einem anderen Webserver laufen. | —        | —     | —   | —       | Tcl/Tk             | — |
| KnowHowDB                          | | —        | —     | —   | —       | Silverlight        | — |
| Brainex                            | | —        | —     | —   | ja      | —                  | — |
| IdeasPad                           | | —        | —     | —   | ja      | —                  | — |
| KeepInMind                         | | —        | —     | —   | ja      | —                  | — |
| lexiCan                            | GUI im Office-Design, A-Z Index und Gliederung (Baumstruktur), Quellenverwaltung, Volltextsuche Dateibasierte Speicherung (DOCX) ohne Datenbank Mehrbenutzer-Edition mit Rechteverwaltung und Web Interface | —        | —     | —   | ja      | —                  | — |
| Memomaster                         | Wissensdatenbank, Memos in Baumstruktur, Schlagworte, Word/Excel Formatierung, Textbausteine, Server-Version verwendet Microsoft-SQLserver | —        | —     | —   | ja      | —                  | — |
| ScrewTurn                          | wird nicht mehr aktiv weiterentwickelt | GPLv2    | —     | —   | —       | —                  | — |
| Gollum                             | ? | ?        | ?     | ?   | ?       | ?                  | ? |
| WiGit                              | benutzt git zum Verwalten von Änderungen | BSD      | ja    | ja  | ja      | PHP                | Textile |
| VistaWIKI                          | Offlinefähiges, portables und auf Datensicherheit fokussiertes Desktop-Wiki im Office-Stil. Standalone (Embedded SQL RDBMS) und/oder mehrbenutzerfähig (MS-SQL, MySQL, MariaDB, PostgreSQL). | -        | —     | —   | ja      | .NET               | RTF |
| Ada Web Application                | Framework zur Erstellung von Web-Applikationen, das u. a. ein Blogging- und ein Wiki-Modul enthält. | Apache   | ja    | —   | ja      | Ada                | U.a. Creole, HTML, Markdown, MediaWiki-Markup                                                                      |

## Eine Übersicht von Features
| Name                               | Namensräume | Berechtigungen | BibTex-Unterstützung                     |
| ---------------------------------- | ----------- | --- | ---------------------------------------- |
| CuteWiki                           | —           | — | —                                        |
| FlexWiki                           | —           | — | —                                        |
| NWiki                              | —           | — | —                                        |
| OpenWiki                           | —           | — | —                                        |
| Wiki.NET                           | —           | — | —                                        |
| Gitit                              | —           | — | —                                        |
| Confluence                         | Ja          | Ja | —                                        |
| Friki                              | —           | — | —                                        |
| GWiki                              | —           | — | —                                        |
| JSPWiki                            | —           | — | —                                        |
| JAMWiki                            | —           | — | —                                        |
| JaWiki                             | —           | — | —                                        |
| JWiki                              | —           | — | —                                        |
| Paux                               | —           | — | —                                        |
| smasi App                          | —           | — | —                                        |
| SnipSnap                           | —           | — | —                                        |
| UseModj                            | —           | — | —                                        |
| VQWiki                             | —           | — | —                                        |
| Wikidora                           | —           | — | —                                        |
| XWiki                              | ja          | ja | —                                        |
| yawiki                             | —           | — | —                                        |
| Wiki in a Jar                      | —           | — | —                                        |
| More Wiki in a Jar                 | —           | — | —                                        |
| Pages                              | —           | — | —                                        |
| TiddlyWiki                         | —           | — | —                                        |
| Wiki on a Stick                    | —           | — | —                                        |
| Wiki.js                            | —           | ja | —                                        |
| CVWiki                             | —           | — | —                                        |
| Foswiki                            | —           | — | —                                        |
| Kwiki                              | —           | — | —                                        |
| Lexi                               | —           | — | —                                        |
| Catalyst                           | —           | — | —                                        |
| Oddmuse                            | —           | — | —                                        |
| ProWiki                            | —           | — | —                                        |
| PurpleWiki                         | —           | — | —                                        |
| Socialtext                         | —           | — | —                                        |
| TWiki                              | —           | — | —                                        |
| UseModWiki                         | —           | — | —                                        |
| Wala                               | —           | — | —                                        |
| Ward’s Original Wiki Engine (1995) | —           | — | —                                        |
| WikiBase                           | —           | — | —                                        |
| BlueSpice MediaWiki                | ja          | ja | Ja (mit Extension „Bibtex“)              |
| CoMaWiki                           | —           | — | —                                        |
| DokuWiki                           | ja          | ja (DokuWiki: Access Control Lists (ACL)s) | —                                        |
| Drupal Wiki                        | —           | — | —                                        |
| ErfanWiki                          | —           | — | —                                        |
| ErfurtWiki                         | —           | — | —                                        |
| INS-CMS                            | —           | — | —                                        |
| EGroupware                         | —           | — | —                                        |
| MediaWiki                          | ja          | Ja (mittels Erweiterung (siehe https://www.mediawiki.org/wiki/Category:Page_specific_user_rights_extensions), MediaWiki ist dafür konzipiert, offen für alle zu sein und hat daher keine native Unterstützung, den Zugang zu beschränken) | Ja (mit Extension „Bibtex“)              |
| MindTouch                          | —           | — | —                                        |
| moziloWiki                         | —           | — | —                                        |
| PhpWiki                            | —           | — | —                                        |
| PmWiki                             | —           | — | —                                        |
| Semantic MediaWiki                 | ja          | Ja (siehe MediaWiki) | Ja, als eines von vielen Ausgabeformaten |
| StikiWiki                          | —           | — | —                                        |
| SMW+                               | —           | — | —                                        |
| telepark.wiki                      | —           | — | —                                        |
| Tiki, früher TikiWiki              | —           | — | —                                        |
| WackoWiki                          | ja          | ja | —                                        |
| WikkaWiki                          | —           | — | —                                        |
| MoinMoin Wiki                      | —           | — | —                                        |
| Trac                               | —           | — | —                                        |
| WikidPad                           | —           | — | —                                        |
| Wikkid Wiki                        | —           | — | —                                        |
| Zwiki                              | —           | — | —                                        |
| Zim                                | —           | — | —                                        |
| Hiki                               | —           | — | —                                        |
| Git-Wiki                           | —           | — | —                                        |
| Instiki                            | —           | — | —                                        |
| OpenProject                        | —           | — | —                                        |
| Pimki                              | —           | — | —                                        |
| Redmine                            | —           | — | —                                        |
| Riki                               | —           | — | —                                        |
| Ruwiki                             | —           | — | —                                        |
| Signal Wiki                        | —           | — | —                                        |
| SharePoint                         | —           | — | —                                        |
| Pier (Software)                    | —           | — | —                                        |
| Wikit                              | —           | — | —                                        |
| KnowHowDB                          | —           | — | —                                        |
| Brainex                            | —           | — | —                                        |
| IdeasPad                           | —           | — | —                                        |
| KeepInMind                         | —           | — | —                                        |
| lexiCan                            | —           | — | —                                        |
| Memomaster                         | —           | — | —                                        |
| ScrewTurn                          | —           | — | —                                        |
| WiGit                              | —           | — | —                                        |
| VistaWIKI                          | —           | Verschlüsselung mit Passwortschutz für einzelne Einträge oder ganze Datenbanken. | —                                        |